# Championnat d'Uruguay de football 1994
Navigation
Saison précédente Saison suivante
La saison 1994 du Championnat d'Uruguay de football est la quatre-vingt-douzième édition du championnat de première division en Uruguay. Les treize meilleurs clubs du pays sont regroupés au sein d'une poule unique, la Primera División, où ils s'affrontent lors de deux tournois saisonniers. Les vainqueurs de chaque tournoi s’affrontent en finale nationale pour le titre. 
C'est le Club Atlético Peñarol, tenant du titre, qui est à nouveau sacré champion d'Uruguay cette saison après avoir remporté le tournoi Clôture puis battu en finale Defensor Sporting Club, vainqueur du tournoi Ouverture. C'est le 40e titre de champion d'Uruguay de l’histoire du club.

## Qualifications continentales
Les deux premiers de la Liguilla pré-Libertadores obtiennent leur billet pour la prochaine Copa Libertadores tandis que les 3e et 4e sont qualifiés pour la Coupe CONMEBOL.

## Les clubs participants
| - CA Peñarol - Defensor Sporting Club - Club Nacional de Football - Club Atlético Bella Vista - Club Atlético Progreso - Club Atlético Basáñez - Promu de D2 | - CA River Plate - Danubio FC - CA Cerro - Liverpool Fútbol Club - Rampla Juniors Fútbol Club - Montevideo Wanderers - Central Español Fútbol Club - Promu de D2 |

## Compétition

### Classement
Le barème utilisé pour établir le classement est le suivant :
- Victoire : 2 points
- Match nul : 1 point
- Défaite : 0 point

| Rang | Équipe                      | Pts | J  | G | N | P | Bp | Bc | Diff |
| ---- | --------------------------- | --- | -- | - | - | - | -- | -- | ---- |
| 1    | Defensor Sporting Club      | 17  | 12 | 7 | 3 | 2 | 17 | 11 | +6   |
| 2    | Club Atlético Peñarol       | 16  | 12 | 9 | 0 | 3 | 29 | 9  | +20  |
| 3    | Club Atlético Basáñez       | 16  | 12 | 6 | 4 | 2 | 14 | 12 | +2   |
| 4    | Club Atlético Cerro         | 15  | 12 | 6 | 3 | 3 | 16 | 11 | +5   |
| 5    | Montevideo Wanderers        | 14  | 12 | 6 | 2 | 4 | 17 | 18 | -1   |
| 6    | Club Nacional de Football   | 13  | 12 | 6 | 3 | 3 | 25 | 14 | +11  |
| 7    | CA River Plate              | 12  | 12 | 5 | 2 | 5 | 17 | 17 | 0    |
| 8    | Club Atlético Progreso      | 10  | 12 | 4 | 2 | 6 | 17 | 17 | 0    |
| 9    | Liverpool Fútbol Club       | 9   | 12 | 3 | 3 | 6 | 11 | 16 | -5   |
| 10   | Rampla Juniors Fútbol Club  | 9   | 12 | 2 | 5 | 5 | 10 | 17 | -7   |
| 11   | Danubio Fútbol Club         | 9   | 12 | 2 | 5 | 5 | 8  | 15 | -7   |
| 12   | Central Español Fútbol Club | 7   | 12 | 2 | 3 | 7 | 8  | 20 | -12  |
| 13   | Club Atlético Bella Vista   | 5   | 12 | 0 | 5 | 7 | 13 | 25 | -12  |

| Rang | Équipe                      | Pts | J  | G  | N | P | Bp | Bc | Diff |
| ---- | --------------------------- | --- | -- | -- | - | - | -- | -- | ---- |
| 1    | Club Atlético Peñarol       | 18  | 12 | 10 | 0 | 2 | 33 | 9  | +24  |
| 2    | Club Nacional de Football   | 15  | 12 | 7  | 3 | 2 | 19 | 11 | +8   |
| 3    | Club Atlético Cerro         | 14  | 12 | 4  | 6 | 2 | 15 | 13 | +2   |
| 4    | Montevideo Wanderers        | 14  | 12 | 5  | 4 | 3 | 19 | 14 | +5   |
| 5    | Defensor Sporting Club      | 13  | 12 | 4  | 5 | 3 | 12 | 7  | +5   |
| 6    | Central Español Fútbol Club | 13  | 12 | 5  | 3 | 4 | 15 | 16 | -1   |
| 7    | Liverpool Fútbol Club       | 12  | 12 | 5  | 2 | 5 | 13 | 11 | +2   |
| 8    | CA River Plate              | 10  | 12 | 4  | 2 | 6 | 9  | 9  | 0    |
| 9    | Rampla Juniors Fútbol Club  | 10  | 12 | 2  | 6 | 4 | 5  | 11 | -6   |
| 10   | Danubio Fútbol Club         | 9   | 12 | 3  | 3 | 6 | 11 | 18 | -7   |
| 11   | Club Atlético Bella Vista   | 9   | 12 | 3  | 3 | 6 | 11 | 19 | -8   |
| 12   | Club Atlético Basáñez       | 8   | 12 | 2  | 4 | 6 | 9  | 19 | -10  |
| 13   | Club Atlético Progreso      | 7   | 12 | 3  | 1 | 8 | 7  | 21 | -14  |

### Classement cumulé
| Rang | Équipe                       | Pts | J  | G  | N  | P  | Bp | Bc | Diff |
| ---- | ---------------------------- | --- | -- | -- | -- | -- | -- | -- | ---- |
| 1    | Club Atlético PeñarolT       | 38  | 24 | 19 | 0  | 5  | 62 | 18 | +44  |
| 2    | Club Nacional de Football    | 32  | 24 | 13 | 6  | 5  | 44 | 25 | +19  |
| 3    | Defensor Sporting Club       | 30  | 24 | 11 | 8  | 5  | 29 | 18 | +11  |
| 4    | Club Atlético Cerro          | 29  | 24 | 10 | 9  | 5  | 31 | 24 | +7   |
| 5    | Montevideo Wanderers         | 28  | 24 | 11 | 6  | 7  | 36 | 32 | +4   |
| 6    | Club Atlético BasáñezP       | 24  | 24 | 8  | 8  | 8  | 23 | 31 | -8   |
| 7    | CA River Plate               | 22  | 24 | 9  | 4  | 11 | 26 | 26 | 0    |
| 8    | Liverpool Fútbol Club        | 21  | 24 | 8  | 5  | 11 | 24 | 27 | -3   |
| 9    | Central Español Fútbol ClubP | 20  | 24 | 7  | 6  | 11 | 23 | 36 | -13  |
| 10   | Rampla Juniors Fútbol Club   | 19  | 24 | 4  | 11 | 9  | 15 | 28 | -13  |
| 11   | Danubio Fútbol Club          | 18  | 24 | 5  | 8  | 11 | 19 | 33 | -14  |
| 12   | Club Atlético Progreso       | 17  | 24 | 7  | 3  | 14 | 24 | 38 | -14  |
| 13   | Club Atlético Bella Vista    | 14  | 24 | 3  | 8  | 13 | 24 | 44 | -20  |

|  | Qualification pour la Liguilla pré-Libertadores  |
|  | Qualification pour le Torneo Integración         |
|  | Participation au barrage de promotion-relégation |
|  | Relégation directe en deuxième division          |
|  | T : Tenant du titre P : Promu de D2              |

### Finale pour le titre
| Équipe 1              | Résultat | Équipe 2               | Aller | Retour | Appui |
| --------------------- | -------- | ---------------------- | ----- | ------ | ----- |
| Club Atlético Peñarol | 4 - 3    | Defensor Sporting Club | 1 - 1 | 1 - 1  | 2 - 1 |

### Barrage de promotion-relégation
| Équipe 1                   | Résultat | Équipe 2                       | Aller | Retour |
| -------------------------- | -------- | ------------------------------ | ----- | ------ |
| Rampla Juniors Fútbol Club | 4 - 2    | (D2) Racing Club de Montevideo | 2 - 1 | 2 - 1  |

- Les deux clubs se maintiennent dans leur championnat respectif.

### Torneo Integración
Le Torneo Integración rassemble huit formations qui se disputent les deux dernières places pour la ‘’Liguilla’’ : les équipes classées entre la 5e et la 7e place du championnat, le champion de deuxième division et les quatre meilleures équipes de championnats provinciaux.

Premier tour :
| Équipe 1                  | Résultat | Équipe 2                         | Aller | Retour |
| ------------------------- | -------- | -------------------------------- | ----- | ------ |
| Club Atlético Basáñez     | 3 - 1    | Club Atlético Tabare             | 2 - 0 | 1 - 1  |
| Club Atlético Porongos    | 1 - 7    | Institución Atlética Sud América | 0 - 3 | 1 - 4  |
| CA River Plate            | 4 - 2    | Central Palestino                | 2 - 1 | 2 - 1  |
| Club Atlético San Eugenio | 2 - 3    | Montevideo Wanderers             | 2 - 3 | 0 - 0  |

Deuxième tour :
| Équipe 1                         | Résultat | Équipe 2              | Aller | Retour |
| -------------------------------- | -------- | --------------------- | ----- | ------ |
| CA River Plate                   | 5 - 1    | Montevideo Wanderers  | 2 - 1 | 3 - 0  |
| Institución Atlética Sud América | 3 - 1    | Club Atlético Basáñez | 2 - 0 | 1 - 1  |

- CA River Plate et Institución Atlética Sud América se qualifient pour la Liguilla pré-Libertadores.

### Liguilla pré-Libertadores
Les quatre premiers du classement et les deux qualifiés du Torneo de Integración disputent la Liguilla pour déterminer les qualifiés pour la Copa Libertadores et la Copa CONMEBOL. 
| Rang | Équipe                           | Pts | J | G | N | P | Bp | Bc | Diff |  | Résultats (▼ dom., ► ext.)       | Nac | Def | Peñ | Dan | Pro | Cerl |
| ---- | -------------------------------- | --- | - | - | - | - | -- | -- | ---- |  | -------------------------------- | --- | --- | --- | --- | --- | ---- |
| 1    | Club Atlético Peñarol            | 10  | 5 | 5 | 0 | 0 | 15 | 5  | +10  |  | Club Atlético Peñarol            |     | 3-2 | 4-0 | 2-0 | 2-1 | 4-2  |
| 2    | Defensor Sporting Club           | 6   | 5 | 3 | 0 | 2 | 14 | 9  | +5   |  | Defensor Sporting Club           |     |     | 0-1 | 4-2 | 4-2 | 4-1  |
| 3    | Club Atlético Cerro              | 6   | 5 | 2 | 2 | 1 | 5  | 7  | -2   |  | Club Atlético Cerro              |     |     |     | 1-1 | 2-1 | 1-1  |
| 4    | Institución Atlética Sud América | 4   | 5 | 1 | 1 | 2 | 5  | 8  | -3   |  | Institución Atlética Sud América |     |     |     |     | 0-0 | 2-1  |
| 5    | Club Nacional de Football        | 3   | 5 | 1 | 1 | 3 | 7  | 8  | -1   |  | Club Nacional de Football        |     |     |     |     |     | 3-0  |
| 6    | CA River Plate                   | 1   | 5 | 0 | 1 | 4 | 5  | 14 | -9   |  | CA River Plate                   |     |     |     |     |     |      |

Barrage pour la deuxième place :
|  | Club Atlético Cerro | 1 - 1 | Defensor Sporting Club |  |  |
|  |                     |       |                        |  |  |
|  | Tirs au but 5-4     |       |                        |  |  |

- Club Atlético Cerro se qualifie pour la Copa Libertadores 1995 tandis que le Defensor Sporting Club obtient son billet pour la Copa CONMEBOL 1995.

## Bilan de la saison
| Championnat d'Uruguay de football 1994 |                                   |
| Champion                               | Club Atlético Peñarol (40e titre) |
| Qualifications continentales           |                                   |
| Copa Libertadores 1995                 | Club Atlético Peñarol             |
| Copa Libertadores 1995                 | Club Atlético Cerro               |
| Copa CONMEBOL 1995                     | Defensor Sporting Club            |
| Copa CONMEBOL 1995                     | Institución Atlética Sud América  |
| Promotions et relégations              |                                   |
| Promus en Primera División             | Institución Atlética Sud América  |
| Relégués en Primera B                  | Club Atlético Bella Vista         |